# Drumburgh
Drumburgh – przysiółek w Anglii, w Kumbrii, w dystrykcie (unitary authority) Cumberland. Leży 14 km na zachód od miasta Carlisle i 429 km na północny zachód od Londynu. W latach 1870–1872 osada liczyła 421 mieszkańców.